# Antiche unità di misura del circondario di Verolanuova

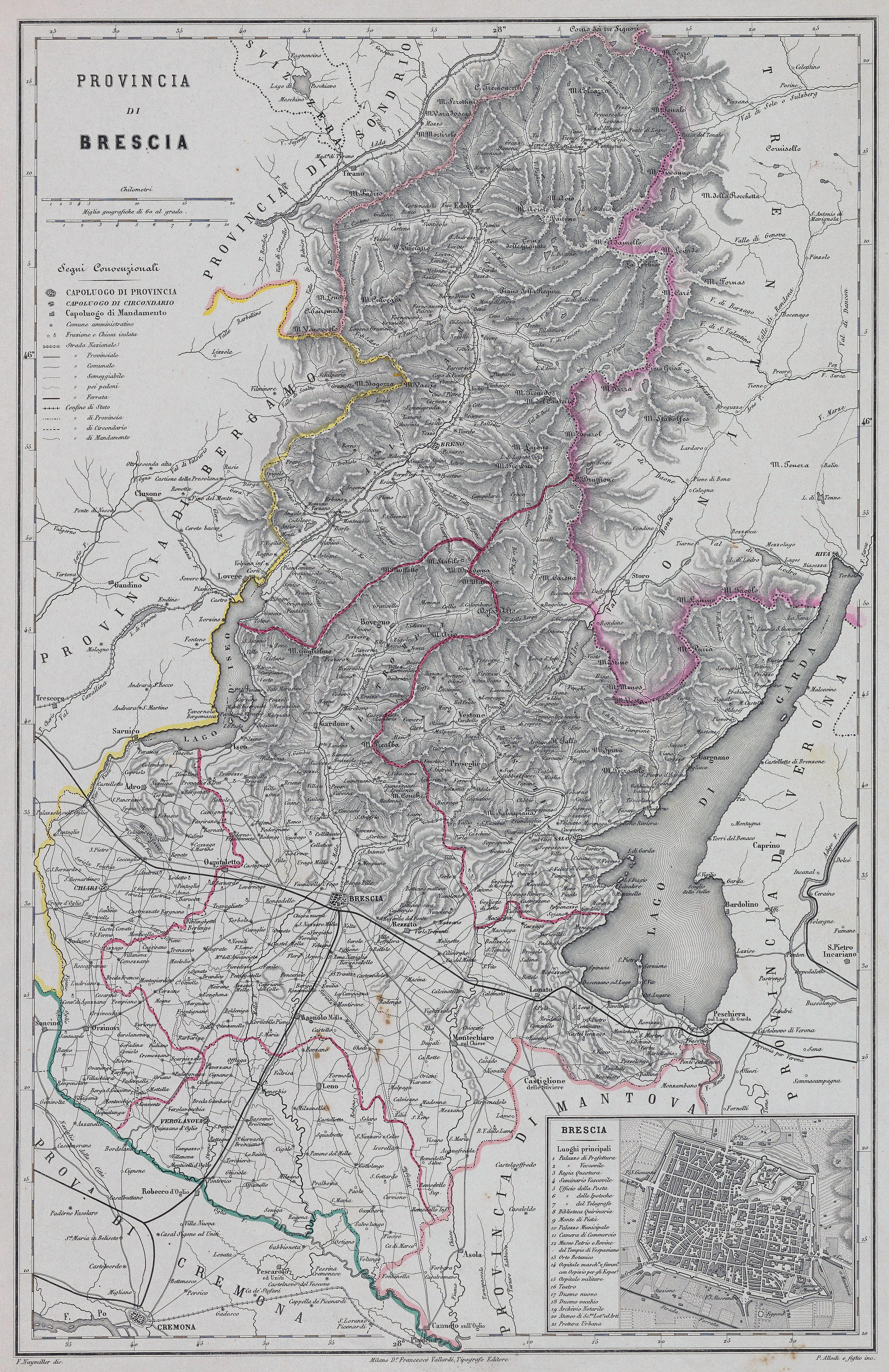
Mappa con indicazione dei confini del circondario di Verolanuova nel 1868 circa

Sono qui riportate le conversioni tra le antiche unità di misura in uso nel circondario di Verolanuova e il sistema metrico decimale, così come stabilite ufficialmente nel 1877.
Nonostante l'apparente precisione nelle tavole, in molti casi è necessario considerare che i campioni utilizzati (anche per le tavole di epoca napoleonica) erano di fattura approssimativa o discordanti tra loro.

## Misure di lunghezza
| Comuni         | Denominazione    | Valore   | Unità |
| -------------- | ---------------- | -------- | ----- |
| Tutti i comuni | Braccio da panno | 0,674124 | m     |
| Tutti i comuni | Braccio da seta  | 0,640383 | m     |
| Tutti i comuni | Cavezzo          | 2,852803 | m     |

Il braccio da panno ed il braccio da seta si dividono in 12 once.
Il cavezzo, base della misura agraria, si divide in 6 piedi, il piede in 12 once, l'oncia in 12 punti, il punto in 12 atomi.

## Misure di superficie
| Comuni         | Denominazione                | Valore    | Unità |
| -------------- | ---------------------------- | --------- | ----- |
| Tutti i comuni | Piò                          | 3255,3938 | m²    |
| Tutti i comuni | Braccio quadrato da fabbrica | 0,226069  | m²    |
| Tutti i comuni | Braccio d'asse               | 1,356414  | m²    |
| Tutti i comuni | Pertica da fabbrica          | 8,138484  | m²    |

Il piò, misura agraria, si divide in 100 tavole, la tavola in 4 cavezzi, il cavezzo in 36 piedi quadrati corrispondenti al braccio quadrato da fabbrica.
La tavola di 4 cavezzi quadrati si divide in 12 piedi di tavola, il piede in 12 once, l'oncia in 12 punti, il punto in 12 atomi di tavola.
Il braccio quadrato da fabbrica ed il braccio d'asse si dividono in 12 once, l'oncia in 12 punti, il punto in 12 atomi.
La pertica da fabbrica o cavezzo quadrato si divido in 36 quadretti o braccia quadrate da fabbrica.

## Misure di volume
| Comuni         | Denominazione       | Valore    | Unità |
| -------------- | ------------------- | --------- | ----- |
| Tutti i comuni | Braccio da fabbrica | 107,488   | L     |
| Tutti i comuni | Pertica da muri     | 3869,582  | L     |
| Tutti i comuni | Carro da fieno      | 10748,839 | L     |
| Tutti i comuni | Carro da letame     | 1289,861  | L     |
| Tutti i comuni | Meda                | 7739,164  | L     |

Il braccio cubo da fabbrica si divide in 12 once, l'oncia in 12 punti, il punto in 12 atomi.
La pertica da muri si usa pure pei movimenti di terra.
La meda si usa per la legna da fuoco e si divide in 4 quarte.

## Misure di capacità per gli aridi
| Comuni         | Denominazione   | Valore   | Unità |
| -------------- | --------------- | -------- | ----- |
| Tutti i comuni | Soma di Brescia | 145,9200 | L     |

La soma si divide in 12 quarte, la quarta in 4 coppi, il coppo in 4 stoppelli, lo stoppello in 4 quartini.

## Misure di capacità per i liquidi
| Comuni         | Denominazione    | Valore  | Unità |
| -------------- | ---------------- | ------- | ----- |
| Tutti i comuni | Zerla di Brescia | 49,7427 | L     |

La zerla o gerla di Brescia si divide in 4 secchie, la secchia in 9 pinte, la pinta in 2 boccali, il boccale in 2 mezzi, il mezzo o mezzino in 2 tazze.
15 zerle fanno un carro.

## Pesi
| Comuni         | Denominazione | Valore  | Unità |
| -------------- | ------------- | ------- | ----- |
| Tutti i comuni | Libbra        | 320,812 | g     |

La libbra si divide in 12 once, l'oncia in 16 dramme, la dramma in 4 quarte.
25 libbre fanno un peso. 100 pesi fanno un carro.
Negli usi farmaceutici la libbra si divide in 12 once, l'oncia in 8 dramme, la dramma in 3 denari, il denaro in 24 grani.
I farmacisti usavano pure la libbra medica di Vienna eguale a grammi 420,008.
I gioiellieri usavano il marco di zecca di Milano eguale a grammi 234,997 ed il carato di Venezia eguale a grammi 0,20703.
Nel comune di Seniga si usa un cavallo per la calce di 18 pesi bresciani, ossia di chilogrammi 144,365535 ed una soglia per l'uva di pesi bresciani 6 1/4, eguale a chilogrammi 50,126922.